# HM-12
Le Helicopter Mine Countermeasures Squadron 12 ou HM-12 est un escadron d'hélicoptères de l'US Navy  originellement créé le 1er avril 1971 à la base navale de Norfolk, en Virginie. Surnommé Sea Dragons, l'escadron pilote actuellement le MH-53E Sea Dragon. Il est subordonné au commandant du Helicopter Sea Combat Wing, Atlantic  au sein du Naval Air Force Atlantic

## Historique
Formé à partir du détachement 53 du Helicopter Combat Support Squadron 6 (HC-6) l'escadron d'hélicoptères de guerre des mines HM-12a été le premier escadron du genre, uniquement comme une unité opérationnelle et comme  escadron d'entraînement.
En 1972, il a participé à l'Operation End Weep. De 1974 à 1975, Le HM-12 a effectué des opérations de déminage dans le canal de Suez et les eaux côtières des Émirats arabes unis à l'appui de l'Opération Nimbus Star et Nimbus Stream. Puis le détachement 2 du HM-12 s'est déployé à la Base aérienne de Sigonella, en Sicile, pour effectuer des opérations de livraison verticale à bord à l'appui de la sixième flotte américaine.
À partir de mai 1978, le HM-12 a maintenu les formations à divers personnels. Après avoir pris livraison des premiers Sikorsky CH-53E Super Stallion, il a repris ses missions en soutien des groupements tactiques de porte-avions dans le monde entier. Le HM-12 a pris livraison de son premier hélicoptère MH-53E "Sea Dragon" le 28 mai 1987. Le Sea Dragon était un puissant ajout à l'arsenal de lutte contre les mines de la Marine. 
HM-12 a été supprimé en tant que Fleet Replacement Squadron (Escadron de remplacement de la flotte - FRS) le 30 septembre 1994. C'est Airborne Mine Countermeasures Weapon Systems Training School (en) (AWSTS), en partenariat avec HMHT-302 puis plus tard HM-14, qui a assumé la responsabilité de la formation du FRS de 1994 à 2015.
Le 1er octobre 2015, le HM-12 a eu l'honneur de son rétablissement comme le plus récent et le meilleur escadron d'hélicoptères de la Marine, poursuivant son héritage pour les années à venir.